# Équipe d'Italie de rugby à XV à la Coupe du monde 2003
L'équipe d'Italie a terminé troisième de poule et n'a pas participé à la phase finale de la Coupe du monde de rugby 2003.
Les joueurs suivants ont joué pendant cette coupe du monde 2003.

## L'équipe d'Italie troisième (et éliminée) en match de poule

### Première Ligne
- Carlo Festuccia
- Ramiro Martinez
- Andrea Lo Cicero
- Fabio Ongaro
- Salvatore Perugini

### Deuxième Ligne
- Cristian Bezzi
- Marco Bortolami
- Carlo Checchinato
- Santiago Dellapè

### Troisième Ligne
- Andrea Benatti
- Mauro Bergamasco
- Andrea De Rossi
- Scott Palmer
- Sergio Parisse
- Aaron Persico
- Matthew Phillips

### Demi de mêlée
- Alessandro Troncon (4 matchs, 3 comme titulaire) (capitaine)
- Matteo Mazzantini

### Demi d’ouverture
- Francesco Mazzariol (3 matchs, 1 comme titulaire)
- Rima Wakarua

### Trois quart centre
- Matteo Barbini (1 match, 1 comme titulaire)
- Denis Dallan
- Manuel Dallan
- Francesco Mazzariol
- Cristian Stoica

### Trois quart aile
- Gonzalo Canale
- Nicola Mazzucato

### Arrière
- Mirco Bergamasco
- Andrea Masi
- Gert Peens